# 伊瓜拉苏
伊瓜拉苏是巴西巴拉那州的一个市镇。总面积164.983平方公里，总人口3882人，人口密度23.5人/平方公里。